# Associazione Sportiva Calcio Viareggio 1989-1990
Questa pagina raccoglie le informazioni riguardanti l'Associazione Sportiva Calcio Viareggio nelle competizioni ufficiali della stagione 1989-1990.

## Stagione
Già l'anno precedente (1988-1989), oltre ad aver salvato il Viareggio dalla sparizione, la nuova dirigenza, guidata dal presidente Pietro Raffaelli e patron Giorgio Mendella, il direttore sportivo viareggino Oreste Cinquini, aveva tentato la promozione, senza riuscirvi. Viene allestita una squadra con giocatori provenienti anche dalla serie B. Una rosa sontuosa che fa sognare i tifosi. Alla guida un allenatore esperto come Enzo Riccomini. Il principale problema far calare nella realtà, alcuni giocatori, abituati al II livello mentre quello attuale è V livello della piramide calcistica, il più in fretta possibile.
Unico obbiettivo: la vittoria. Fin da subito si capisce che l'unica squadra che può tenere il passo dei bianconeri, sono gli arancioni pistoiesi di Gian Piero Ventura.
È un testa a testa appassionante per tutta la stagione. Solo gli scontri diretti faranno la differenza. Il Viareggio vince 1-0, con gol di Fusini, in casa, mentre a Pistoia, in uno stadio esaurito da oltre 8000 spettatori, finisce 0-0. 
Arriviamo così al 29 aprile 1990, penultima di campionato. Il Viareggio ospita il Tuttocalzatura. Con la vittoria è matematica la promozione.
A pochi minuti dalla fine, Telesio, su punizione da 30 metri, indovina l'angolino alla sinistra del portiere. 2-1: è Serie C2. dopo 4 lustri! Gli oltre 5000 tifosi, nello stadio esaurito, iniziano la festa.
Da segnalare la trasferta a Bozzano (Massarosa) in treno, ma visto i pochi km, in metropolitana. Alla fine del 1800 era lo stesso comune.

## Trofeo Jacinto
Tra il 1988 e 1992 si è disputata una poule ufficiale, denominata Trofeo Jacinto, che decretava il Campione d'Italia Interregionale. La Lega Nazionale Dilettanti, tuttavia, non riconosce la competizione come uno scudetto di categoria, bensì come un titolo alternativo.
| Arbitro: | Siciliano (Brindisi) |

|                                                                                                 |            |                                                                                       |
| 57’ Galasso                                                                                     | Marcatori  |                                                                                       |
| Sottile Di Stefano Pidatelle Carnevale Policardi La Bianca Galasso Nicosia Pisano De Feo Maggio | Formazioni | Beni Casarotto Caramelli Bisoli Guerrini Mangoni Cecchi Gargani Barbuti Manarin Puppi |
| De Petrillo                                                                                     | Allenatori | Riccomini                                                                             |

## Rosa
| N. |                   | Ruolo | Calciatore         |
| -- | ----------------- | ----- | ------------------ |
|    | Italia (bandiera) | A     | Maurizio Antonucci |
|    | Italia (bandiera) | C     | Franco Baldini     |
|    | Italia (bandiera) | A     | Massimo Barbuti    |
|    | Italia (bandiera) | P     | Giancarlo Beni     |
|    | Italia (bandiera) | C     | Pierpaolo Bisoli   |
|    | Italia (bandiera) | D     | Carlo Caramelli    |
|    | Italia (bandiera) | D     | Walter Casarotto   |
|    | Italia (bandiera) | A     | Luigi Cecchi       |
|    | Italia (bandiera) | C     | Luciano Fusini     |
|    | Italia (bandiera) | C     | Massimo Gargani    |
|    | Italia (bandiera) | D     | Giovanni Guerrini  |
|    | Italia (bandiera) | A     | Giuseppe Manarin   |

| N. |                   | Ruolo | Calciatore       |
| -- | ----------------- | ----- | ---------------- |
|    | Italia (bandiera) | D     | Andrea Mangoni   |
|    | Italia (bandiera) | C     | Stefano Pontis   |
|    | Italia (bandiera) | C     | Marco Puppi      |
|    | Italia (bandiera) | D     | Stefano Rivieri  |
|    | Italia (bandiera) | A     | Andrea Telesio   |
|    | Italia (bandiera) | C     | Stefano Tosi     |
|    | Italia (bandiera) | A     | Paolo Valori     |
|    | Italia (bandiera) | C     | Gabriele Zamagna |